# Gargnano
Gargnano är en ort och kommun i provinsen Brescia i regionen Lombardiet i Italien. Kommunen hade 2 823 invånare (2018).